# فورنئوس

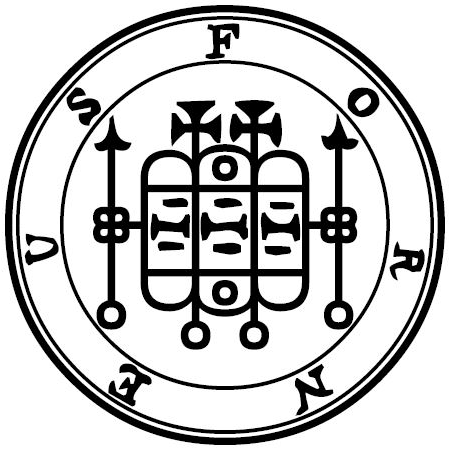
سیگیل فورنئوس در کلید کوچکتر سلیمان

در دیوشناسی، فورنئوس (به انگلیسی: Forneus) یک مارکی بزرگ دوزخ است که بر بیست و نه لژیون شیاطین فرماندهی می‌کند. او بلاغت و زبان می‌آموزد، نام نیکو به مردان می‌دهد و باعث دوست داشته شدن مرد توسط آشنایان و دشمنانش می‌شود.
فورنئوس معمولاً به‌عنوان یک هیولای دریایی بزرگ به تصویر کشیده می‌شود. او باعث می‌شود مردان نام نیک داشته باشند و از دانش و درک زبان‌های ناشناخته برخوردار شوند و شخص را بین دوستان و دشمنان محبوب میکند. فورنئوس می‌تواند به شکل‌های مختلف ظاهر شود ولی معمولاً شکل انسانی خود را ترجیح می‌دهد.